# San Giorgio Ionico
San Giorgio Jonico es una localidad y comune italiana de la provincia de Tarento, región de Apulia, con 15.975 habitantes.

## Evolución demográfica
| Gráfica de evolución demográfica de San Giorgio Ionico entre 1861 y 2001 |
|                                                                          |
| Fuente ISTAT - elaboración gráfica de Wikipedia                          |